# Eugenia manickamiana
Eugenia manickamiana är en myrtenväxtart som beskrevs av Murugan. Eugenia manickamiana ingår i släktet Eugenia och familjen myrtenväxter. Inga underarter finns listade i Catalogue of Life.